# تجمع بدو مافيج (حديبو)

تعديل مصدري - تعديل

تجمع بدو مافيج إحدى قرى مديرية حديبو التابعة لمحافظة سقطرى، بلغ تعداد سكانها 39 نسمة حسب تعداد اليمن لعام 2004.